# Xã Mont, Quận Williams, Bắc Dakota
Xã Mont (tiếng Anh: Mont Township) là một xã thuộc quận Williams, tiểu bang Bắc Dakota, Hoa Kỳ. Năm 2010, dân số của xã này là 45 người.